# Landeshuter Kamm
Der Landeshuter Kamm (polnisch Rudawy Janowickie) ist das östlichste Teilgebirge der Westsudeten in Polen. Es bedeckt eine Fläche von etwa 90 km² und schließt nordöstlich an das Riesengebirge an. Im Süden geht es über die zum Riesengebirge gehörigen Bergrücken Schmiedeberger Kamm und Kolbenkamm in das kleine Rehorngebirge über. Nördlich liegt das Bober-Katzbach-Gebirge und östlich das Waldenburger Bergland.

## Namen
Der deutsche Name leitet sich von der südöstlich des Gebirges gelegenen Stadt Kamienna Góra (Landeshut) ab, während der polnische Name auf die nördlich gelegene Ortschaft Janowice Wielkie (Jannowitz) verweist und wörtlich „Jannowitzer Erzgebirge“ bedeutet. Zahlreiche Orts- und Flurnamen im Landeshuter Kamm nehmen auf Metallvorkommen Bezug. So wurde beispielsweise nach 1945 nahe Miedzianka (Kupferberg) im Nordosten des Massivs in Bergwerken Uran abgebaut, ebenso in Kowary (Schmiedeberg) an seiner Westflanke. In vergangenen Jahrhunderten wurde hier erfolgreich nach Gold, Blei, Kupfer und Arsen geschürft.

## Geografie

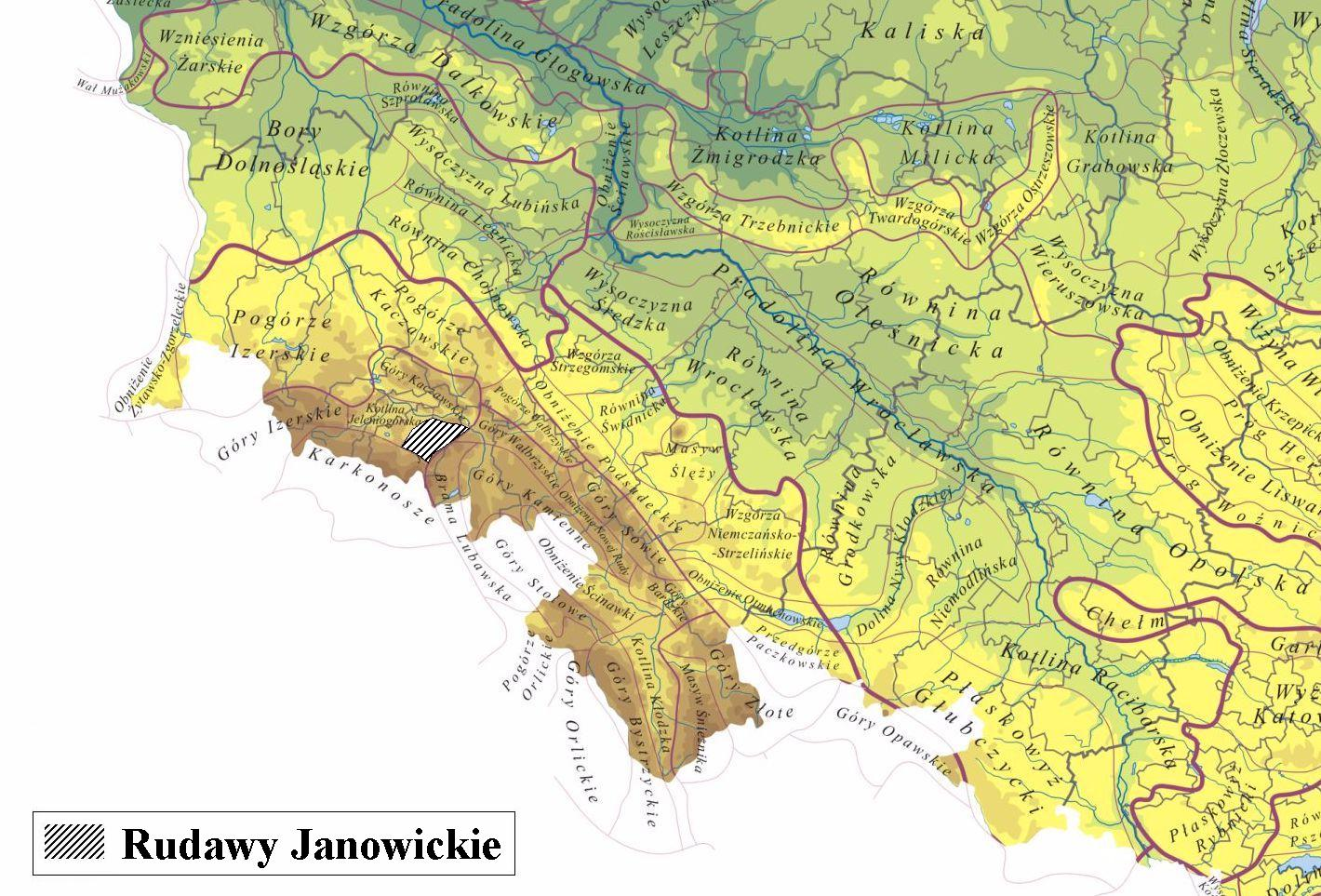
Der Landeshuter Kamm innerhalb der geomorphologischen Einteilung Polens

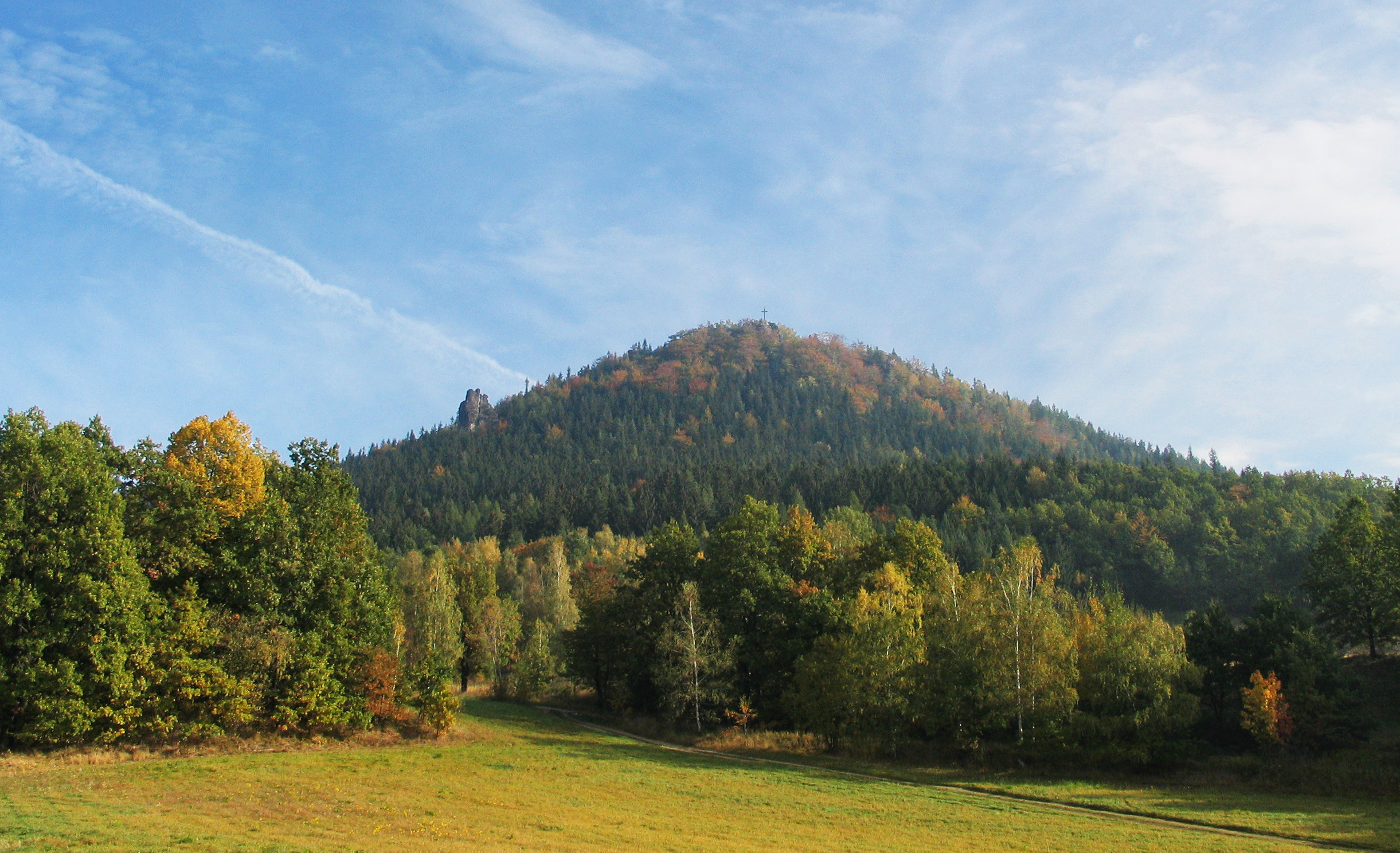
Kreuzberg (Krzyżna Góra), Falkenberge
(Sokole Góry)

Der Landeshuter Kamm scheidet das Hirschberger Tal im Westen vom Landeshuter Tal im Osten. Östlich und nördlich wird er in einem großen Bogen vom Bober umflossen, der Kamienna Góra, Janowice Wielkie und Jelenia Góra (Hirschberg i. Rsgb.) miteinander verbindet.
Der Hauptkamm des Gebirges erstreckt sich auf 16 Kilometern Länge in nord-südlicher Richtung von Janowice Wielkie im Norden bis zum Schmiedeberger Pass (poln. Przełęcz Kowarska)  (727 m), einem Gebirgspass im Süden, der die Grenze zum Riesengebirge bildet. Die Przełęcz Rudawska (Pass, 740 m) teilt den Hauptkamm in einen südlichen und einen nördlichen Abschnitt.
Die höchste Erhebung des Gebirges ist der Skalnik (945 m) mit der Felsgruppe der Friesensteine (Ostra Mała und Konie Apokalipsy) im südlichen Abschnitt, während Dzicza Góra (891 m) und Wołek (878 m) die höchsten Punkte im Norden des Massivs darstellen. Seitlich zweigen mehrere Nebenkämme ab, von denen dem nordwestlichen die größte Bedeutung zukommt. Dieser ist durch die tief eingeschnittene Karpnicka Przełęcz (Pass, 475 m) vom Rest des Gebirges getrennt und bildet die so genannten Falkenberge (poln. Sokole Góry). Als höchste Erhebungen sind hier die Zwillingsberge Krzyżna Góra (Kreuzberg), 654 m, und Sokolik (Forstberg), 642 m, zu nennen, die eine markante, im ganzen Hirschberger Tal sichtbare, fast symmetrische Doppelformation bilden.

## Sehenswürdigkeiten

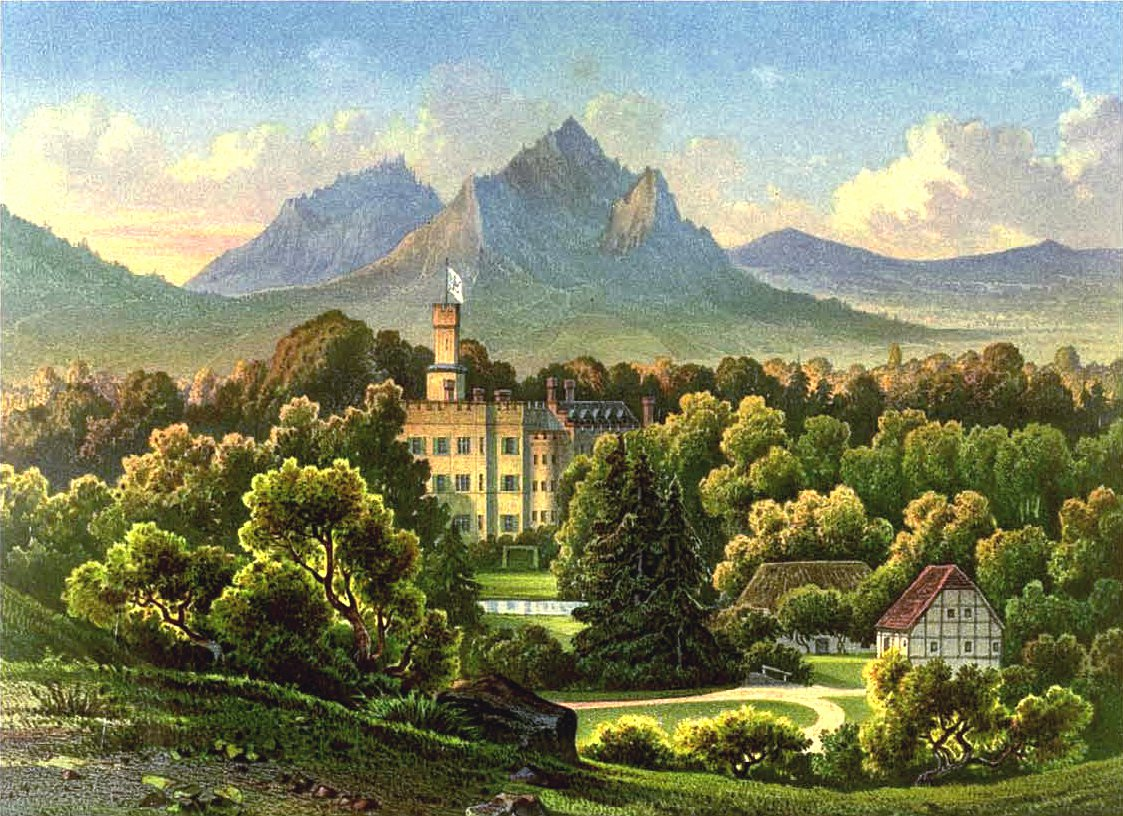
Schloss Fischbach und die Zwillingsberge – Landsitz der preußischen Könige um 1860, Sammlung Alexander Duncker

1989 wurde der Landschaftsschutzpark Landeshuter Kamm (Rudawski Park Krajobrazowy) mit einer Ausdehnung von 88 km² geschaffen. Seither steht nahezu das gesamte Gebirge unter Naturschutz.
Vor allem der Norden des Gebirges und die malerischen Falkenberge weisen zum Teil dramatische, bis zu 60 Meter hohe Felsen und Felsformationen auf. Am bekanntesten sind Most Skalny („Felsbrücke“), Skalne Bramy („Felsentore“) und Starościńskie Skały („Mariannenfels“). Nach der Hohen Tatra ist der Landeshuter Kamm das beliebteste Kletterrevier in Polen. Ferner gibt es im Osten des Massivs, in der Nähe der Ortschaft Wieściszowice (Rohnau), die Kolorowe Jeziorka („Farbige Seen“) – drei Seen, die auf natürliche Weise durch Sickerung in den alten Schürfgruben Hoffnung, Gustav und Neues Glück aus dem 18. Jahrhundert entstanden sind. Metalloxide bewirken, dass ihr Wasser jeweils purpurrot, grün und azurblau schimmert. Im Landeshuter Kamm steht die älteste Bergbaude der Sudeten, die Schweizerei (poln. Szwajcarka) von 1823. Die touristische Erschließung ist umfassend, das Netz der Wanderwege ausgesprochen dicht. Die Gipfel und Pässe bieten einige der schönsten Aussichten auf das Riesengebirge im Südwesten und das Waldenburger Bergland im Osten.

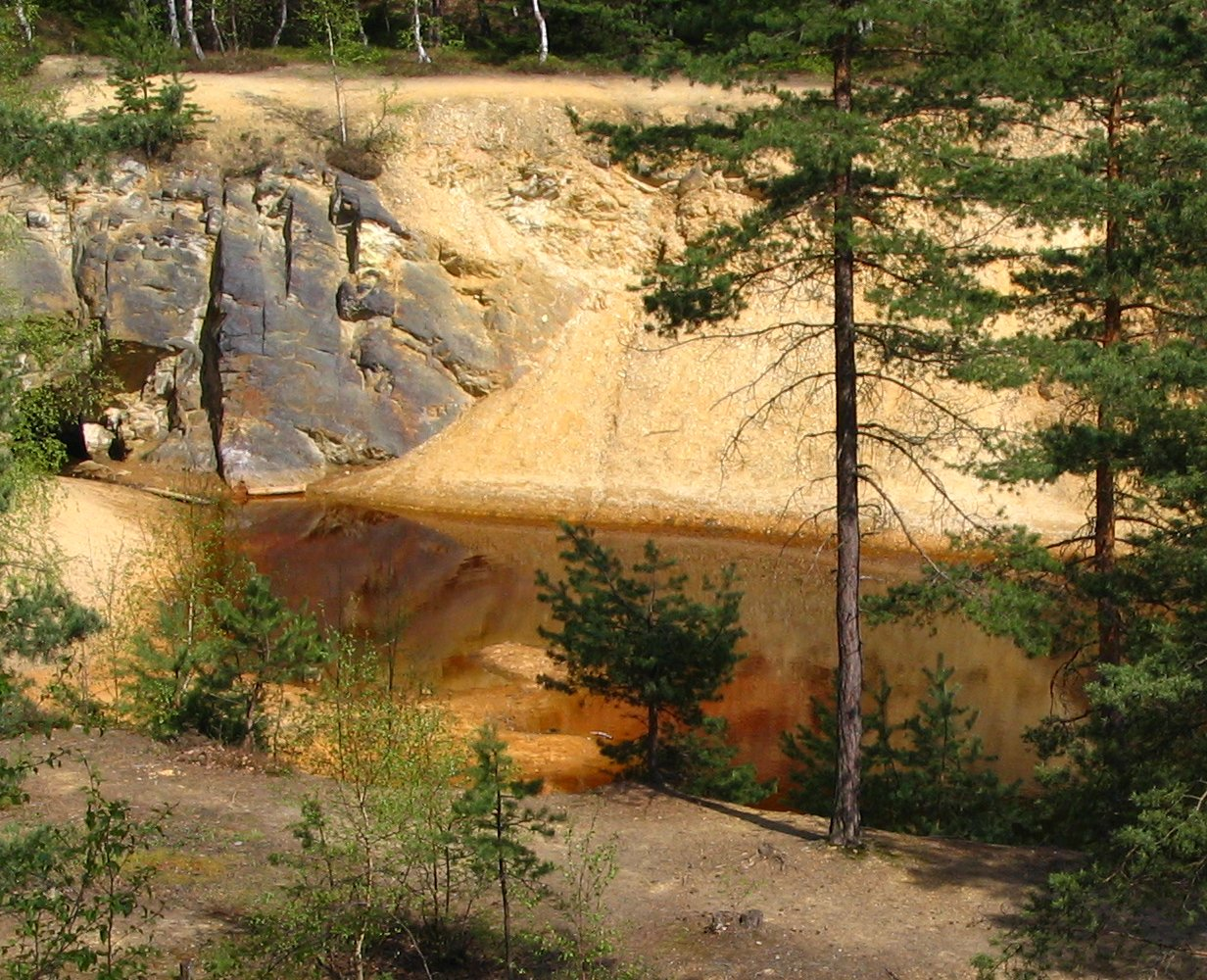
Der purpurfarbene See, Purpurowe Jeziorko
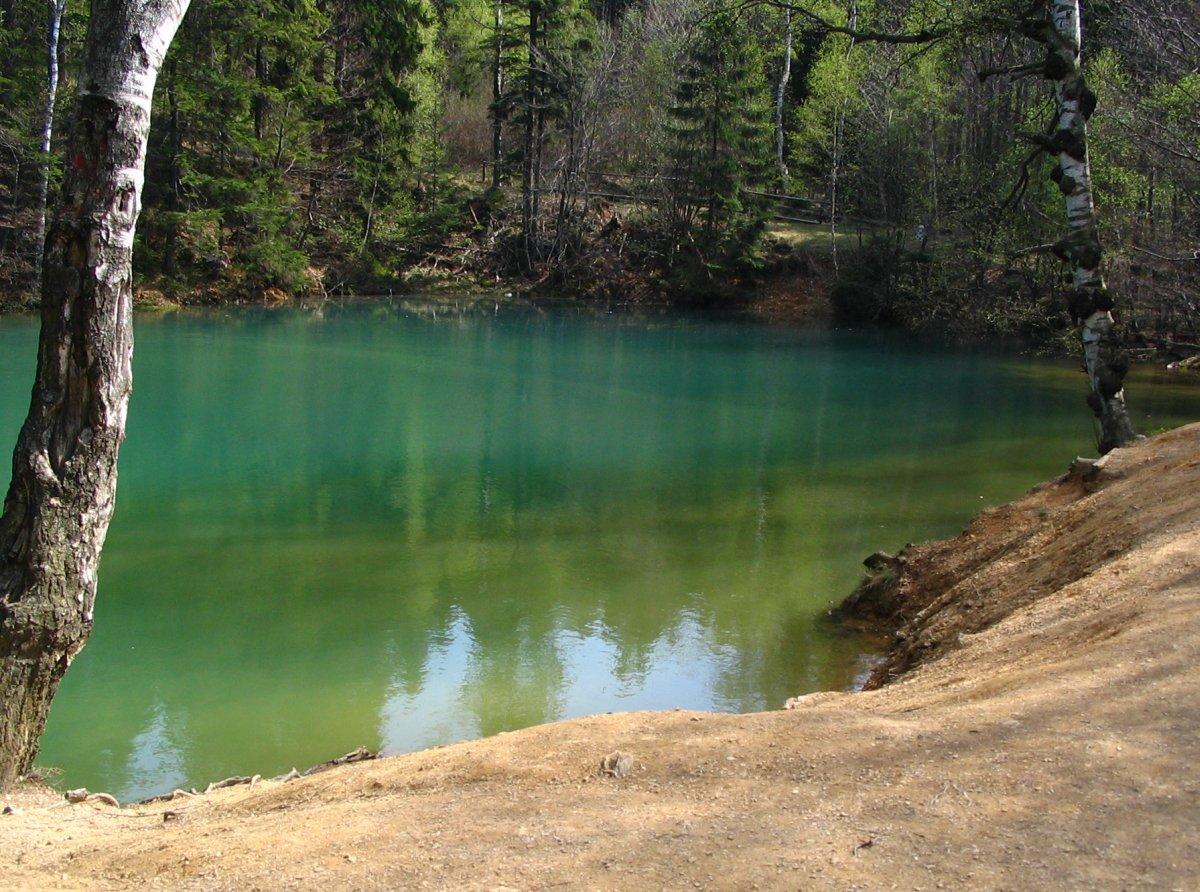
Der azurblaue See, Błękitne Jeziorko
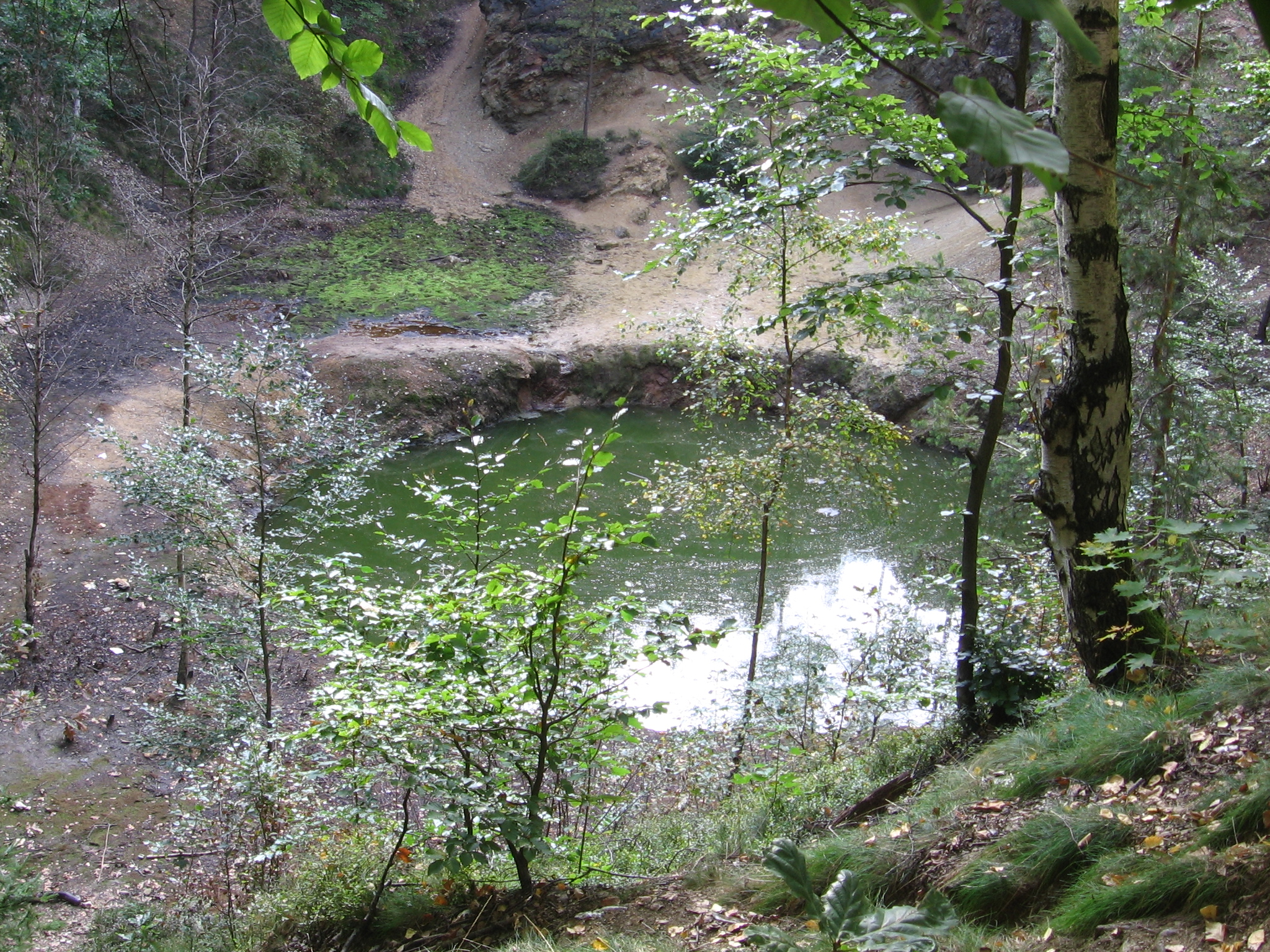
Der grüne See, Zielone Jeziorko

Eine weitere Sehenswürdigkeit ist der Stary Trakt Kamiennogórski, eine alte, für den Kraftfahrzeugverkehr gesperrte und kühn angelegte Landstraße über die Przełęcz pod Bobrzakiem (Pass, 805 m) im südlichen Hauptkamm, die 1778 erbaut wurde und sich bis heute in ihrem historischen Zustand erhalten hat. Einst fuhren hier die Postkutschen von Breslau über Schweidnitz (Świdnica) nach Hirschberg (Jelenia Góra) entlang. Die bekannteste Ortschaft des Landeshuter Kamms ist Karpniki (Fischbach) an der Süd-Westflanke der Falkenberge, wo sich ein Schloss (ehemalige Sommerresidenz des preußischen Prinzen Wilhelm von Preußen) befindet. Ganz in der Nähe liegt Bukowiec (Buchwald), einst Sitz der Familie von Reden, mit idyllischem Landschaftspark sowie Kowary (Schmiedeberg) mit den Sanatorien in Hohenwiese (Wojków).

## Berge und Felsformationen
- Karte mit allen Koordinaten:
- OSM |
- WikiMap

Über den Landeshuter Kamm führt der Grzbietowa Droga (Kammweg), im nördlichen Abschnitt mit blauer Markierung, im südlichen Abschnitt mit gelber Markierung.
| Berge / Felsformationen                                                                   | Höhe  | Lage   | Bild |
| ----------------------------------------------------------------------------------------- | ----- | ------ | ---- |
| Berge                                                                                     |       |        |      |
| Bielec – Röhrberg                                                                         | 871 m | (Lage) |      |
| Bobrzak – Bibers Berg, im südlichen Teil des Kamms                                        | 839 m | (Lage) |      |
| Dzicza Góra – Sauberg                                                                     | 881 m | (Lage) |      |
| Jańska Góra – Hennings Berg                                                               | 865 m | (Lage) |      |
| Kowarska Czuba (oder Chubatka) – Spitzberg, im südlichen Teil des Kamms                   | 731 m | (Lage) |      |
| Mały Wołek – Kleiner Ochsenkopf                                                           | 774 m | (Lage) |      |
| Ostra Mała – Freie Koppe                                                                  | 935 m | (Lage) |      |
| Rudnik – Leuschner Berg, im südlichen Teil des Kamms                                      | 853 m | (Lage) |      |
| Siodlak – Sattelberg, im südlichen Teil des Kamms                                         | 610 m | (Lage) |      |
| Skalica – Felsberg                                                                        | 748 m | (Lage) |      |
| Skalnik                                                                                   | 945 m | (Lage) |      |
| Sucha Góra – Dürre Berg                                                                   | 595 m | (Lage) |      |
| Świnia Góra – Saukamm                                                                     | 751 m | (Lage) |      |
| Wilczysko – Wolfsberg                                                                     |       | (Lage) |      |
| Wołek – Ochsenkopf                                                                        | 878 m | (Lage) |      |
| Felsformationen                                                                           |       |        |      |
| Czartówka (Teufelsfels)                                                                   | 670 m | (Lage) |      |
| Diabelski Kościół – Teufelskirche                                                         | 620 m | (Lage) |      |
| Fajka (Pfeife)                                                                            | 530 m | (Lage) |      |
| Gąsienica (Raupe)                                                                         |       | (Lage) |      |
| Głaziska Janowickie – Jannowitzer Felsen                                                  |       | (Lage) |      |
| Kazalnica (Kanzel)                                                                        |       | (Lage) |      |
| Konie Apokalipsy – Friesensteine                                                          | 930 m | (Lage) |      |
| Krowiarki – Kuhkeller                                                                     |       | (Lage) |      |
| Malinowa (Himbeere)                                                                       |       | (Lage) |      |
| Miedziane Skaly – Kupferberger Steine                                                     | 721 m | (Lage) |      |
| Orzech (Nuss)                                                                             |       | (Lage) |      |
| Owczarek – Schäferstein, im südlichen Teil des Kamms                                      |       | (Lage) |      |
| Piec – Backofenstein oder Friedrich-Wilhelm-Stein, benannt nach Prinz Wilhelm von Preußen | 570 m | (Lage) |      |
| Pieklisko (Hölle oder Schmiede)                                                           | 650 m | (Lage) |      |
| Poziomkowa (Erdbeere)                                                                     |       | (Lage) |      |
| Rylec (Nadel)                                                                             |       | (Lage) |      |
| Skalne Bramy – Pfortenklippe                                                              | 620 m | (Lage) |      |
| Skalny Most (Felsbrücke)                                                                  | 590 m | (Lage) |      |
| Skały Ścianki – Minzenstein                                                               | 550 m | (Lage) |      |
| Starościńskie Skały mit Lwia Góra (Löwenberg)                                             | 718 m | (Lage) |      |
| - mit Starościańska Igła (Bürgermeisterin-Nadel)                                          |       | (Lage) |      |
| - mit Starościańska Skała – Mariannenfels, benannt nach Prinzessin Marianne von Preußen   |       | (Lage) |      |
| Strużnickie Skały (Strużnica- oder Neudorfer Felsen)                                      |       | (Lage) |      |